# Melanelia culbersonii
Melanelia culbersonii är en lavart som först beskrevs av Hale, och fick sitt nu gällande namn av A. Thell. Melanelia culbersonii ingår i släktet Melanelia och familjen Parmeliaceae.   Inga underarter finns listade i Catalogue of Life.

## Källor

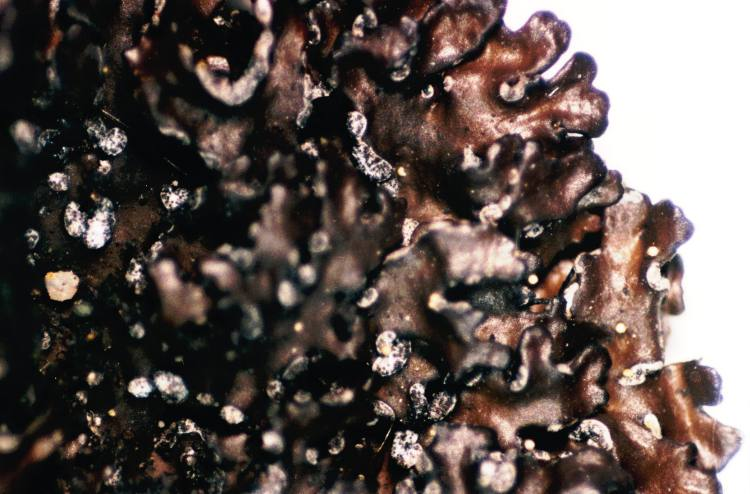
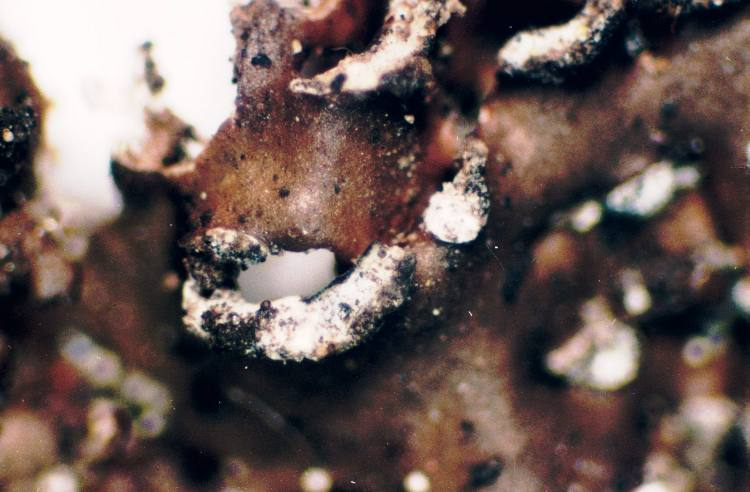
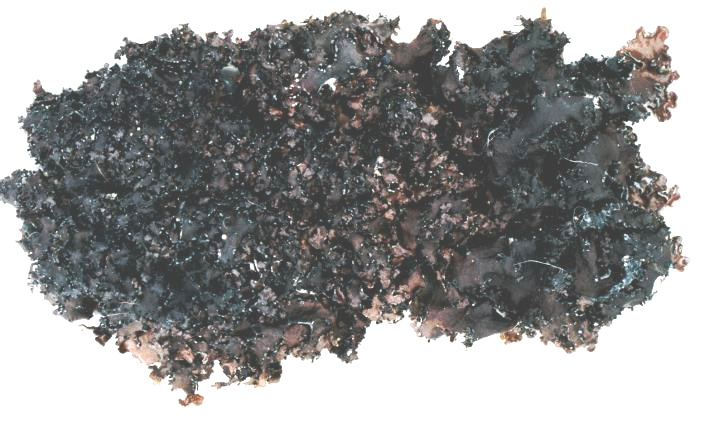
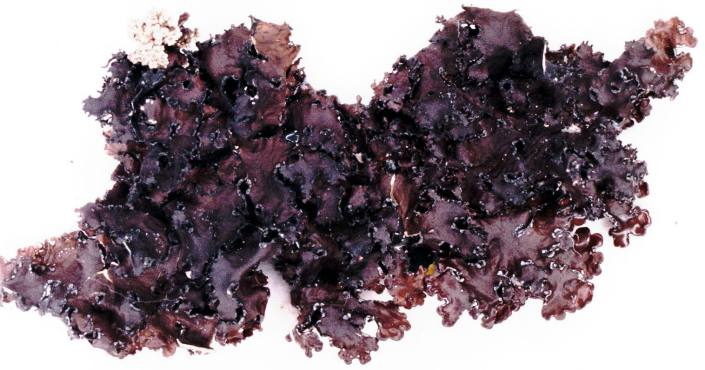
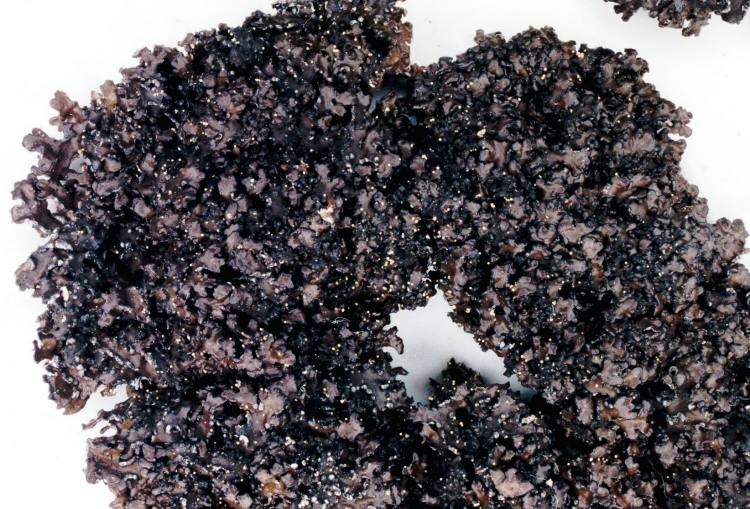